# 이헌일
이헌일(李憲一, 1917년 3월 25일 ~ 1979년 4월 17일)은 대한민국의 독립운동가이다. 본관은 경주(慶州), 호(號)는 창록(蒼綠). 경상북도 대구(慶尙北道 大邱) 출생이다.

## 생애

### 주요 경력
- 1930년 2월, 경상북도 대구 우현보통학교 졸업.
- 1936년 2월, 경상북도 대구고등보통학교 졸업.
- 1940년 2월, 경성 연희전문학교 문과 학사.
- 1940년 12월 15일, 중화민국 안후이성 푸양(阜陽)에서 대한광복군 입대.
- 1940년 12월 15일에서 1945년 9월 3일까지 대한광복군 제3지대 예하 적후방 지하공작원 활동 복무.
- 1945년 9월 3일, 한국독립당 기초군사행정위원.
- 1946년 2월 15일, 대한광복군 대위 예편.
- 1946년 3월 2일, 한국독립당 초급행정위원.
- 1947년 3월 2일, 한국독립당 행정연대위원.
- 1956년 2월, 국방대학교 행정학사 1기.
- 1958년 3월 29일, 한국독립당 행정연대위원 직위 퇴임 및 한국독립당 탈당.

## 서훈
- 대한민국 정부는 선생의 공훈을 기리고자 1963년 대한민국 대통령 표창장을 수여하였고 사후 1990년 대한민국 건국훈장 애족장을 추서하였다.